# Élections sénatoriales de 1998 dans l'Ariège
L'élection sénatoriale dans l'Ariège a eu lieu le dimanche 27 septembre 1998.
Elle a eu pour but d'élire le sénateur représentant le département au Sénat pour un mandat de neuf années.

## Contexte départemental
Lors des élections sénatoriales du 24 septembre 1989 dans l'Ariège, un sénateur a été élu, Germain Authié (PS).
Depuis, tous les effectifs du collège électoral des grands électeurs ont été renouvelés, avec les élections législatives françaises de 1997, les élections régionales françaises de 1998, les élections cantonales de 1994 et 1998 et les élections municipales françaises de 1995.

## Rappel des résultats de 1989
|                | Germain Authié  | PS             | 435 | 75,78  |  |  |
|                | Roger Déjean    | PCF            | 69  | 12,02  |  |  |
|                | Jacques Llorca  | RPR            | 59  | 10,28  |  |  |
|                | Dominique Finck | UDF            | 11  | 1,92   |  |  |
|                |                 |                |     |        |  |  |
| Inscrits       | Inscrits        | Inscrits       | 597 | 100,00 |  |  |
| Abstentions    | Abstentions     | Abstentions    | 10  | 1,68   |  |  |
| Votants        | Votants         | Votants        | 587 | 98,32  |  |  |
| Blancs et nuls | Blancs et nuls  | Blancs et nuls | 13  | 2,18   |  |  |
| Exprimés       | Exprimés        | Exprimés       | 574 | 96,14  |  |  |

## Sénateur sortant
| Sénateur | Sénateur       | Parti | Fonctions lors de l'élection en 1989                  |
| -------- | -------------- | ----- | ----------------------------------------------------- |
|          | Germain Authié | PS    | Sénateur sortant, conseiller général, maire de Sinsat |

## Présentation des candidats
Le seul représentant de l'Ariège est élu pour une législature de 9 ans au suffrage universel indirect par les 609 grands électeurs du département.
En Ariège, le sénateur est élu au scrutin majoritaire à deux tours.
| Candidats | Candidats        | Parti | Principale fonction                       |
| --------- | ---------------- | ----- | ----------------------------------------- |
|           | Roger Vidal      | PCF   | Conseiller municipal de Saverdun          |
|           | Bernard Voegeli  | Verts | Conseiller municipal de Foix              |
|           | Jean-Pierre Bel  | PS    | Conseiller général du canton de Lavelanet |
|           | Serge Maury      | DVG   | Maire de Brassac                          |
|           | André Trigano    | UDF   | Conseiller régional, maire de Pamiers     |
|           | Roger Sénié      | RPR   | Maire de La Bastide-de-Bousignac          |
|           | Évelyne Dutertre | FN    |                                           |

## Résultats
|                | Jean-Pierre Bel  | PS             | 378 | 64,07  |  |  |
|                | André Trigano    | UDF            | 68  | 11,53  |  |  |
|                | Roger Sénié      | RPR            | 60  | 10,17  |  |  |
|                | Roger Vidal      | PCF            | 53  | 8,98   |  |  |
|                | Serge Maury      | DVG            | 13  | 2,20   |  |  |
|                | Bernard Voegeli  | Verts          | 10  | 1,69   |  |  |
|                | Évelyne Dutertre | FN             | 8   | 1,36   |  |  |
|                |                  |                |     |        |  |  |
| Inscrits       | Inscrits         | Inscrits       | 609 | 100,00 |  |  |
| Abstentions    | Abstentions      | Abstentions    | 8   | 1,31   |  |  |
| Votants        | Votants          | Votants        | 601 | 98,69  |  |  |
| Blancs et nuls | Blancs et nuls   | Blancs et nuls | 11  | 1,83   |  |  |
| Exprimés       | Exprimés         | Exprimés       | 590 | 98,17  |  |  |